# Stoian Apostolov
Stoian Apostolov   (Varna, 10 d'abril de 1946) és un ex-lluitador búlgar, especialista en lluita grecoromana, que va competir durant les dècades de 1960 i 1970.
El 1968 va prendre part en els Jocs Olímpics de Ciutat de Mèxic, on disputà la competició del pes lleuger del programa de lluita grecoromana. Quatre anys més tard, als Jocs de Múnic, guanyà la medalla de plata en la mateixa prova.